# Religion (skolefag)
 Denne artikel omhandler overvejende eller alene danske forhold. Hjælp gerne med at gøre artiklen mere almen.
Religion som skolefag er et fag der introducerer skolelever til emner der omhandler religion. Denne er i Danmark lagt som et fag i den almindelige skoleundervisning.[kilde mangler] I Europa har de fleste lande en form for statskirke,[kilde mangler] men i verdensperspektiv er religionsundervisning et privat anliggende i nogle lande, mens den i andre er ensrettet, dogmatisk og intolerant.[kilde mangler]

## Danmark
Religion var det eneste fag på skemaet, da de første rytterskoler blev oprettet i Danmark i syttenhundredetallet. Børnene skulle gøres kristne - især med henblik på soldatertjenesten. De militære myndigheder var bange for, at de værnepligtige bondedrenge ikke ville være ligeså loyale som de betalte lejesoldater. Derfor anbefalede militæret gratis skolegang og tvungen konfirmering.
Senere blev religionsundervisningens omfang gradvis reduceret ved indførslen af andre fag, men indtil 1933 havde sognepræsten tilsynspligt med skoleundervisningen.
Først i 1975 ændredes faget fra at være forkyndende til at blive et kundskabsformidlende punkt på skemaet.[kilde mangler] Børnene måtte ikke længere opfordres til at tro, men blot få at vide, at troen findes.[kilde mangler] Den holdning hang sammen med troen på religionernes gradvise forsvinden fra samfundsscenen (Positivisme).[kilde mangler]
I det 21de århundredes Danmark går tendensen den modsatte vej og nogle ønsker at skolen igen påtager sig en egentlig trosoplæring.[er denne påstand neutral?][kilde mangler]

## I verden
Siden den franske revolution har offentlig religionsundervisning været en torn i øjet på humanister og ateister.[kilde mangler] Frankrig adskiller sig fra de fleste andre europæiske lande derved, at de offentlige skoler ikke har religion som et fag på skemaet.[kilde mangler] Men offentlige skoler giver undervisning i "le fait religieux" under fagene geografi, samfundslære etc. I øvrigt støtter staten private, katolske skoler med økonomisk hjælp.[kilde mangler]
I USA siger forfatningen at den offentlige skole skal være religiøst neutral, dog nævnes "Gud" i den nationale "trosbekendelse", som deklameres i mange skoler i USA.
I Kina er religionsundervisning tilladt i privat sammenhæng.

## Polemik
De katolske skoler har i Frankrig været genstand for voldsomme konflikter i nyere tid. Specielt i begyndelsen af det tyvende århundrede da ateistiske regeringer vanskeliggjorde eller forbød Jesuiternes skolevirksomhed.[kilde mangler]
Statslig religionsundervisning bliver også kritiseret fra kirkelig side.[kilde mangler] Når staten styrer troen bliver det gerne en rationalistisk tro, der har til formål at gøre borgerne til lydige undersåtter. Søren Kierkegaard mente, at statskirken var en frygtelig fejltagelse.